# 東目屋村

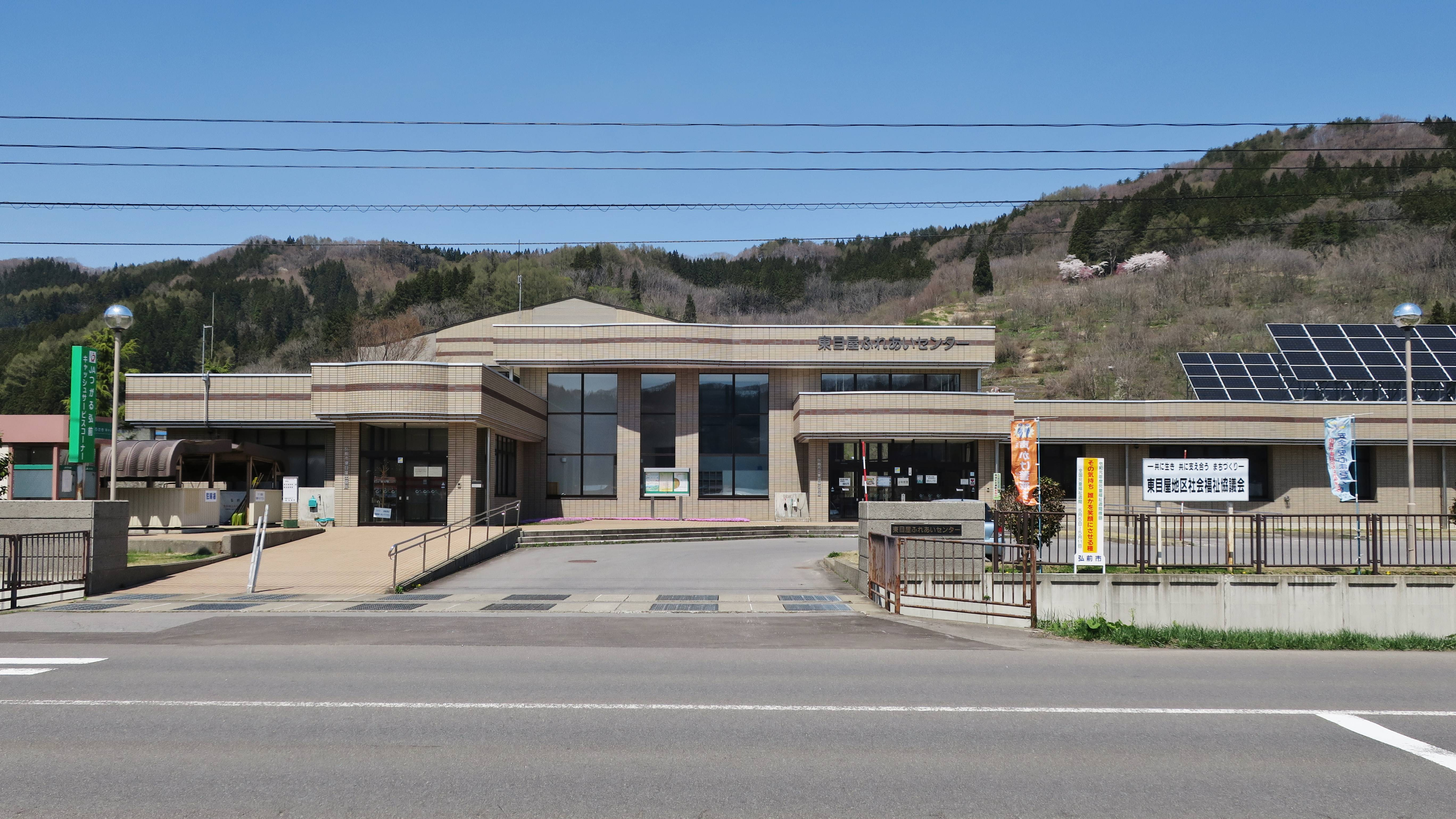
東目屋ふれあいセンター

東目屋村（ひがしめやむら）は、かつて青森県にあった村。

## 沿革
- 1889年（明治22年）4月1日 - 町村制施行により中津軽郡国吉村、桜庭村、米ケ袋村、中野村、中畑村が合併し、東目屋村が発足。
- 1955年（昭和30年）3月1日 - 弘前市に編入され消滅。旧村域は弘前市の飛地となった。その後2006年に弘前市が周辺町村と合併し、飛び地状態は解消された。

## 公共施設など
- 国吉郵便局
- 東目屋中学校
- 東目屋小学校